# Juan López (Kardinal)
Juan López (* 1455 in Spanien; † 5. August 1501 in Rom) war ein Kardinal der katholischen Kirche.

## Leben
Der aus Spanien stammende López war von August 1492 bis Februar 1496 Datar des Papstes und vom 29. Dezember 1492 bis zum 15. August 1498 Bischof von Perugia. Papst Alexander VI. erhob ihn am 19. Februar 1496 zum Kardinal und machte ihn am 24. Februar 1496 zum Kardinalpriester der Titelkirche Santa Maria in Trastevere. Seit dem 23. Dezember 1497 Apostolischer Administrator des Bistums Carcassonne, wurde er zudem am 15. August 1498 Erzbischof von Capua und am 15. August 1498 Apostolischer Administrator des Bistums Perugia. Seit Januar 1501 Camerlengo des Kardinalskollegiums, machte ihn der Papst am 10. Mai 1501 auch zum Erzpriester der Basilika St. Peter im Vatikan.